# Metasphenisca spathuliniforma
Metasphenisca spathuliniforma är en tvåvingeart som beskrevs av Dirlbek 1968. Metasphenisca spathuliniforma ingår i släktet Metasphenisca och familjen borrflugor.
Artens utbredningsområde är Afghanistan. Inga underarter finns listade i Catalogue of Life.